# Копачёво (Тверская область)
Копачёво — деревня в Удомельском городском округе Тверской области.  

## География
Находится в 18 км к западу от города Удомля на реке Мажица. Деревня протянулась на 3 км от железной дороги «Бологое — Сонково — Рыбинск» (рядом станция Гриблянка) до озера Маги.

## История
Первое упоминание в описи владений, конфискованных у Софийского Дома во время присоединения Новгорода к Москве в 1478 году. 
В 1819 году на погосте Маги южнее деревни была построена каменная Богородицерождественская церковь с 3 престолами, метрические книги с 1780 года.
В Списке населенных мест Тверской губернии 1859 года в Вышневолоцком уезде при реке Гриблянке значятся владельческая деревня Копачево 41 двор, 268 жителей. Во второй половине XIX — начале XX века деревня относилась к Михайловской волости Вышневолоцкого уезда и входила в приход Богородицерождественской церкви соседнего погоста Маги. В 1886 году в деревне 72 двора, 402 жителя.
В Советское время Копачёво — центр сельсовета, центральная усадьба совхоза «Прожектор»; здесь цех леспромхоза, школа (закрыта в 2016 году), Дом культуры, библиотека, медпункт, столовая, магазин. В 1996 году — 130 хозяйств, 286 жителей.
До 2015 года деревня являлась центром Копачёвского сельского поселения.

## Население
| 1859 | 1886 | 1989 | 1996 | 2002 | 2010 |
| ---- | ---- | ---- | ---- | ---- | ---- |
| 268  | ↗402 | ↘310 | ↘286 | ↘250 | ↗251 |

## Достопримечательности
На погосте Маги близ деревни расположена недействующая Церковь Рождества Пресвятой Богородицы (1819).